# Helictopleurus littoralis
Helictopleurus littoralis là một loài bọ cánh cứng trong họ Bọ hung (Scarabaeidae).